# Wolfgang Schäuble
Wolfgang Schäuble, född 18 september 1942 i Freiburg im Breisgau, Baden-Württemberg, död 26 december 2023 i Offenburg, Baden-Württemberg, var en tysk politiker (CDU) och var från 2017–2021 Tysklands förbundsdagspresident. Dessförinnan var han inrikesminister 2005–2009 och finansminister 2009–2017. Han var den enda kabinettsmedlemmen som ingått som minister i en tysk förbundsregering före Tysklands återförening: från 1984 till 1989 var Schäuble minister och chef för Förbundskanslerämbetet. Från 1989 till 1991 innehade han första gången posten som Tysklands inrikesminister.
Från 1991 till 2000 var han ordförande i CDU/CSU:s förbundsdagsgrupp och var därtill CDU:s partiordförande från 1998 till 2000.

## Biografi
Wolfgang Schäuble föddes 1942 som mellanbarnet i en familj med tre söner. Föräldrarna hette Karl och Gertrud Schäuble. Hans far var CDU-politiker och satt i lantdagen 1947-1952. Han tog examen 1961 varpå han studerade juridik och nationalekonomi i Freiburg im Breisgau och Hamburg. Han tog sin första juridiska statsexamen 1966 och sin andra 1970. Han disputerade 1971 med arbetet Die berufsrechtliche Stellung der Wirtschaftsprüfer in Wirtschaftsprüfungsgesellschaften. Hans yrkeskarriär började inom Baden-Württembergs skatteförvaltning. Hans politiska karriär började 1961 när han med i CDU:s ungdomsförbund Junge Union och 1965 följde medlemskap i CDU. 1972 blev han ledamot av förbundsdagen. 
Schäuble blev en av Helmut Kohls närmaste medarbetare och utsågs 1984 till minister för särskilda uppgifter och chef för Bundeskanzleramt. 1989 följde posten som inrikesminister. Schäuble var som inrikesminister ansvarig för återföreningsfördraget med Östtyskland. 1990 attackerades Schäuble av en psykiskt sjuk man vid en valsammankomst i Oppenau och sköts med två skott. Schäuble var sedan attentatet rullstolsburen. 
Han sågs som Kohls kronprins och efterträdare under många år men valnederlaget 1998 och Kohls avgång omintetgjorde Kohls idé om Schäuble som arvtagare på kanslerposten. Schäuble tog över som partiledare och oppositionsledare men tvingades som en följd av donationsaffären inom CDU och sina kontakter med vapenhandlaren Karlheinz Schreiber att avgå 2000. Hans comeback på den stora politiska scenen följde 2005 då han åter blev inrikesminister och från 2009 finansminister i Angela Merkels regeringar. 2017 valdes han till förbundsdagspresident. I oktober 2021 avstår Wolfgang Schaüble sin plats som förbundsdagens president till Bärbel Bas.